# 돈 마이클 폴
돈 마이클 폴(Don Michael Paul, 1963년 4월 17일 ~ )은 미국의 영화 감독, 각본가, 영화배우, 영화 제작자이다.
뉴포트비치에서 태어났다.

## 영화
- 불가사리 6 (2018년)
- 스나이퍼 고스트 슈터 (2016년)
- 유치원에 간 사나이 2 (2016년)
- 불가사리 5 (2015년)
- 스나이퍼 레거시 (2014년)
- 자헤드 2 : 필드 오브 파이어 (2014년)
- 제트 스트림 (2013년)
- 컴퍼니 오브 히어로즈 (2013년)
- 플래시드 : 더파이널챕터 (2012년)
- 당신 (2009, You)
- 후즈 유어 캐디? (2007년)
- 하프 패스트 데드 2 (2007년)
- 더 가든 (2006년)
- 아일랜드 (2005년)
- 하프 패스트 데드 (2002년)
- 어쌔신 특급 (2000년)
- 버팔로 환상 살인 (1994년)
- 로봇 워즈 (1993년)
- 햇 스퀘드 (1992년)
- LA 리치 걸 (1991년)
- 할리와 말보로 맨 (1991년)
- 분노의 캠퍼스 (1989, Heart of Dixie)
- 겨울 사람들 (1989년)
- 에이리언 프럼 LA (1988년)
- 분노의 트렉터 (1987년)
- 데인저러슬리 클로즈 (1986년) - 리퍼 역
- 써클 (1986년)
- 러브라인스 (1984년)